# Крепость Святой Анны
Крепость Св. Анны (Аннинская крепость) —  фортификационное сооружение около станицы Старочеркасская Ростовской области. Является филиалом Старочеркасского музея-заповедника. Памятник военно-оборонительного зодчества России XVIII века.

## История
Крепость Св. Анны была построена в 1731 году по приказу российской императрицы Анны Иоанновны . Для строительства крепости использовали грунт расположенных поблизости Васильевских курганов.
В свое время крепость являлась форпостом русских войск в годы войны с Турцией (1735—1739 г.). Гарнизон крепости следил за южными границами России и контролировал казачьи войска.
С течением времени крепость Св. Анны уступила роль форпоста мощной и укрепленной крепости Дмитрия Ростовского. С крепости Дмитрия Ростовского начался город Ростов-на-Дону.
Рядом с крепостью при атамане Платове открылась черкасская ярмарка. В 30-х годах XIX века здесь построили два домика для лечения казаков, больных проказой.

## Характеристики
Крепость Св. Анны представляла собой фортификационное сооружение в виде относительно правильного шестиугольника с 6 фортами по углам. Стороны шестиугольника имели длину около 320 метров каждая. Высота пологих земляных валов составляла от 5 до 6 метров, ширина — около 3,5 метра. Крепость занимает площадь 50,2 гектара. Периметр крепостных валов по окружности — около 2 км. На огороженной крепостью территории были построены: деревянная Покровская церковь, пороховой погреб, дом коменданта, слобода. В XIX веке все строения были снесены. Территорию бывшей крепости заняли огороды жителей станицы Старочеркасской.
Крепость относилась к «украинской» линии обороны, представляющей собой южный оборонительный форпост России XVIII века. Оборонительные сооружения на юге России возводили с расчетом выдвижения передового рубежа развертывания русских войск ближе к Крыму. Строительство новых линий укреплений должно было сопровождаться систематическим размещением пехотных и кавалерийских полков по сооруженным крепостям, созданием системной подготовки войск, которые, постепенно увеличиваясь в количестве, могли бы со временем окружить со всех сторон татарские и турецкие владения и составить непреоборимую линию защиты против южных врагов.
Недостатком крепости было ее расположение — большая удаленность от устья Дона и Азовского моря. Это нивелировало её военное значение. Постоянные весенние наводнения и болезни солдат гарнизона, вызванные проживанием в заболоченной местности, давали дополнительные трудности. После получения права на постройку укрепления ниже по реке Дон по белградскому мирному договору с Турцией, завершившим русско-турецкую войну, правительство России в 1760 году упразднило Аннинскую крепость. Гарнизон крепости был переведен в Крепость святого Димитрия Ростовского.